# James E. McLeod

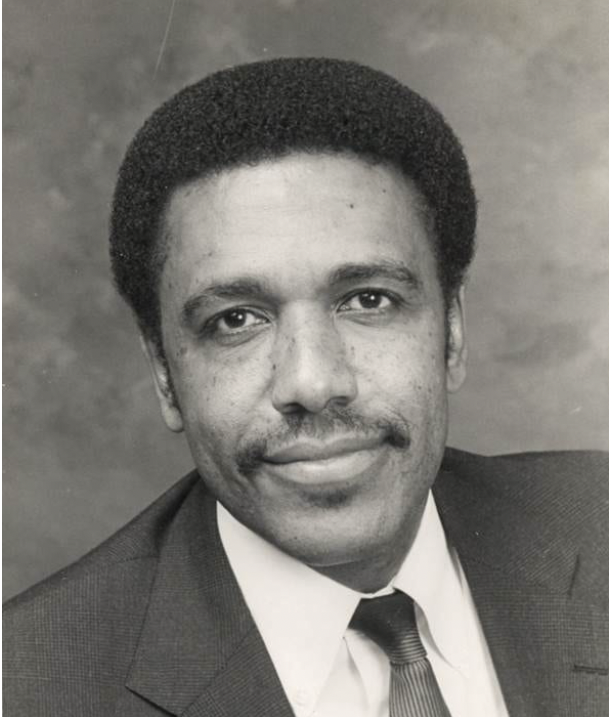
James E. McLeod

James Earl McLeod (29. Juli 1944 in Dothan (Alabama) – 6. September 2011 in St. Louis), auch bekannt als Jim McLeod, war ein US-amerikanischer Germanistik-Professor an der Washington University in St. Louis. Er war stellvertretender Dekan der Graduate School of Arts & Sciences, Vorsitzender der Abteilung für African American Studies, Dekan des College of Arts & Sciences und Vizekanzler. Zudem gründete und leitete er das John B. Ervin Scholars Program.

## Frühes Leben und Ausbildung
McLeod war das zweitälteste von fünf Geschwistern von James Clarence (JC) und H. Earline Jackson McLeod. Er wurde in Dothan (Alabama) geboren und wuchs dort auf. McLeod besuchte die Carver High School im Dothan City School System. Mit 16 Jahren immatrikulierte er sich am Morehouse College in Atlanta, Georgia. Während seiner Zeit am Morehouse College studierte er am Institut für Europäische Studien an der Universität Wien. Nach seiner Rückkehr in die Vereinigten Staaten schloss McLeod sein Studium mit einem Bachelor of Arts in Deutsch und Chemie ab. Er setzte seine postgradualen Studien als Woodrow Wilson Fellow an der Rice University in Houston, Texas, fort. Seine Forschungsarbeit konzentrierte sich hauptsächlich auf das Wien zu Beginn des 20. Jahrhunderts und das Nachkriegsdeutschland.

## Akademische Karriere
McLeod begann seine Lehrtätigkeit als Assistenzprofessor für Deutsch an der Indiana University Bloomington, wo er auf den jungen Paul Michael Lützeler traf, die im Anschluss beide an die Washington University in St. Louis wechselten. Während seiner Zeit an der Washington University diente McLeod von 1977 bis 1987 als Assistent des Kanzlers William H. Danforth, bevor er von 1987 bis 1992 als Direktor des African and Afro-American Studies Program tätig war. Anschließend wurde er 1992 zum Dekan des College of Arts and Sciences ernannt und 1995 zum Vizekanzler für Studierende.

## Stipendienprogramme
Zusätzlich zu den anderen bedeutenden Stipendienprogrammen an der Washington University in St. Louis, die auf den Erfolgen und Entwicklungen des Ervin Scholars Program basieren, wurde 2014 das McLeod Scholars Program ins Leben gerufen, ein Stipendium für Studierende zu Ehren von McLeod. Die Auswahlkriterien für die McLeod Scholars umfassen akademische Leistungen, Engagement für andere, Führungspotenzial und Charakter. Die Auswahl erfolgt aus den Studierenden der anderen Stipendienprogramme an der Washington University, darunter das Danforth Scholars Program, das John B. Ervin Scholars Program und das Annika Rodriguez Scholars Program. Jedes Jahr wird ein Student aus jedem dieser Programme ausgewählt, was insgesamt drei Stipendiaten pro Jahr ergibt.

## Ehrungen, Auszeichnungen und Vermächtnis
Als eine einflussreiche Persönlichkeit in St. Louis erhielt McLeod zahlreiche Auszeichnungen für seine Beiträge, darunter den Distinguished Faculty Award im Jahr 1991, den Rosa L. Parks Award im Jahr 2007, den Lifetime Achiever Award der Saint Louis American Foundation im Jahr 2008, den Search Award der William Greenleaf Eliot Society im Jahr 2010 und den CoroLeadership Award im Jahr 2011.

## Veröffentlichungen
- Goethes Erzählwerk. Interpretationen (mit Paul Michael Lützeler). Reclam, Stuttgart 1985.